# Bill Sweek
Bill Sweek, né le 9 janvier 1947, en Californie, est un joueur et entraîneur américain de basket-ball.

## Biographie

### Sa carrière universitaire (1966-1969)
Né en Californie, Bill Sweek reçoit une quinzaine de bourses de propositions de bourses universitaires dont une en provenance de UCLA. En 1966, il fait une première saison en tant que freshmen et il arrête pendant un an ses études en sciences politiques. Au cours de sa première saison, Bill Sweek fréquente des joueurs de renoms. Dans son équipe figure Lew Alcindor, plus tard connu sous le nom de Kareem Abdul-Jabbar. Outre Alcindor, l'équipe d'UCLA compte des joueurs tels que Lucius Allen, Sidney Wicks ou encore Curtis Rowe. Lors de sa première saison, il marque en moyenne 4,7 points à 47 % d'adresse aux tirs. Bill Sweek évolue au poste d'arrière à ce moment-là. Il doit suivre alors les instructions de son entraîneur, John Wooden, qui est réputé être exigeant avec ses joueurs. John Wooden l'utilise comme sixième homme et le lançait dans les moments chauds. Bill Sweek raconte dans une interview à Maxi-Basket datant de 1986 : « C'était mon caractère. Et aussi pour moi le seul moyen de jouer. Je n'étais ni un shooteur, ni un rebondeur. Mais j'avais du jus, j'étais plus agressif que Jabbar, par exemple, qui le devenait seulement quand il était vexé ». Au bout de cette saison, Bill Sweek et les Bruins de UCLA remportent le championnat NCAA de basket-ball.
La deuxième saison (1967-1968), UCLA remporte à nouveau le titre NCAA . Bill Sweek tourne alors à 3,6 points et 1,2 rebond par match.
Sa dernière saison chez les Bruins de UCLA, Bill Sweek commence à devenir un élément important de l'effectif. Très vite, il est propulsé au poste de meneur et tourne lors de cette saison à 6,3 points de moyenne avec une adresse aux tirs à 50 %. En demi-finale de l'édition 1968-1969, Bill Sweek est sorti au bout de 3 minutes de jeu et montre son mécontentement pendant le match. Finalement, UCLA gagne à nouveau le championnat NCAA de basket-ball.

### Sa carrière de joueur professionnel et ses débuts en tant qu'entraîneur (1969-1975)
Fort de son expérience en NCAA, il est drafté en NBA, en 1969 par les Suns de Phoenix au septième tour en tant que quatre-vingt-et-unième choix. Au même moment, les États-Unis sont en pleine guerre du Viêt Nam. La jeunesse américaine devait faire son service militaire et pouvait être mobilisé pour la guerre. Bill Sweek voulait absolument y échapper en étant prêt à se réfugier au Canada. Finalement, il intègre une ligue semi-pro, l'Eastern League. Son club s'appelle Hamden Bics. Bill Sweek joue alors en week-end et le reste du temps, il exerce la profession de professeur d'anglais. Un métier qui le dispensait du service militaire.
En 1970, Bill Sweek tourne dans un film de Jack Nicholson, intitulé: Drive he said (vas-y fonce), sorti en 1971. Il tient un rôle secondaire dans ce film. Puis, il part en Tunisie afin encore une fois d'échapper au service militaire. Bill Sweek entraîne alors une équipe tunisienne et joue pour l'équipe rivale. Lors de son passage en Tunisie, Bill Sweek se voit confier l'entraînement de l'équipe nationale de Tunisie. Sous sa direction, en 1972, l'équipe de Tunisie termine cinquième du championnat d'Afrique des nations, à Dakar. C'est alors qu'il est repéré par Jim Mc Gregor, l'entraîneur d'une équipe américaine d’exhibition avec lequel il participe durant l'été à une tournée en Europe. Finalement, c'est le Stade Français qui l'embauche. Durant trois saisons, Bill Sweek est le meneur de l'équipe parisienne qui évolue en Nationale II. Il ne joue que vraiment une seule saison. Les deux dernières, il les assiste sur le banc. En même temps, il sera entraîneur de l'équipe féminine du Stade Français puis finalement il prend le poste de professeur de sports du Lycée américain de Paris entraînant l'équipe de Basket-ball, Volley et d'athlétisme.

### Un passage prospère en France (1976-1979)
Poussé par sa femme, il retourne aux États-Unis. Sweek y fait des petits boulots en tant que barman, jardinier ou encore professeur dans une école. Toutefois, il revient très vite en France. Il s'engage en tant qu'entraîneur de l'équipe féminine pour la saison 1976-1977, le CUC Clermont, désormais privé de Jacky Chazalon qui vient d'arrêter sa carrière. Bill Sweek donne beaucoup plus de responsabilités aux jeunes joueuses de l'équipe. Ainsi cette saison voit l'éclosion de Maryline Joly et d'Agnès Croix. En Coupe d'Europe, le CUC Clermont s'impose pour la première fois de son histoire à Prague et est proche de l'exploit lors du match retour de la phase préliminaire face à l'équipe de Daugava Riga et sa géante lettone, Uļjana Semjonova, en s'inclinant de 4 points (64-61). Les « demoiselles de Clermont » perdront à nouveau contre Riga en finale (79-53). Cependant, le CUC gagne pour la dixième fois le championnat de France.
À la fin de la saison 1976-1977, Antibes est à la recherche d'un entraîneur et lui propose trois ans de contrat. Bill Sweek préfère l'offre du SCM Le Mans. Parallèlement, il devient le directeur de la promotion basket chez Adidas et rentre officiellement en fonction à partir du mois de décembre. Le Mans n'a alors encore rien gagné et termine souvent au pied du podium. Dès sa prise aux commandes du SCM Le Mans, il supervise une demi-douzaine de joueurs américains dans la salle Goulomès. Sa décision est celle de prendre celui qui s'est fait le plus discret sur le parquet, James Lister. Un Américain qui est sobre mais efficace. Lister devient le joueur clé de l'équipe mancelle. Éric Beugnot et Hervé Dubuisson vont prendre une autre envergure lors des trois saisons sous la houlette de l'entraîneur américain. L'équipe enchaîne douze victoires de rangs, lors de sa première saison. Les stars de l'équipe s'éclipseront derrière leur entraîneur. Son aura est marquante au sein de l'équipe notamment un soir de match face à Antibes : « Je m'en fous si vous prenez 50 points. En attendant, jouez comme je vous l'ai appris. Après je ferai mon autocritique ». La gueulante de coach Sweek porte ses fruits et Le Mans remporte de 4 points le match. Ceci amène les joueurs à dire telle une devise : In Sweek we trust. Les manceaux et Bill Sweek remportent deux titres de champion de France, en 1978 et en 1979. Bill Sweek quitte le club après la saison 1978-1979.

### Une pause puis un retour sur le banc (1979-1991)
Ne tenant plus la pression sur ses épaules, Bill Sweek décide de faire une pause avec le basket-ball. Il n'était pas non plus satisfait de la condition d'entraîneur en France. Bill Sweek ne recevait pas d'avantages, pas de sécurité sociale, pas de retraite et devait payer 25 % d'impôt sur son salaire. C'est alors qu'il opta pour une meilleure sécurité en ne travaillant que pour Adidas. Son poste de directeur de la promotion, au niveau international, pour le département basket-ball chez Adidas, consiste à fournir les joueurs sous contrat avec la marque d'habillement sportif, mais aussi de négocier les contrats avec les clubs, les fédérations et les joueurs. Au moment où Bill Sweek était le patron du département basket-ball, une vingtaine de joueurs sont sous contrat dont notamment Kareem Abdul Jabbar, Adrian Dantley, Marques Johnson, Bill Walton ou encore Kelly Tripucka. En France, à l'époque, Adidas avait sous contrat la quasi-totalité des clubs du championnat N1 français à l'exception de Tours, l'Asvel, la CRO Lyon et Challans. Ces contrats pour les clubs vont de l'aide au niveau de l'équipement jusqu'au soutien financier pour les meilleurs clubs.
Bill Sweek reprend sa carrière d'entraîneur pendant la saison 1983-1984 avec l'équipe nationale de Hongrie. Avec l'équipe nationale hongroise, il termine cinquième du tournoi de Budapest en s'inclinant de très peu de points face aux sélections yougoslave et soviétique mais remportant tout de même une victoire face à la sélection olympique d'Italie. En 1985, il prend sa démission d'Adidas et hésite entre rester en France ou rentrer aux États-Unis. Bill Sweek choisit la première option. Ed Miller, le contact afin qu'il prenne les rênes de l'équipe de l'AS Monaco. L'équipe monégasque connaît une période fructueuse durant les trois premières saisons de l'ère Sweek se classant dans les premières positions. Malheureusement, la saison 1989-1990, Monaco termine douzième et évite de peu la relégation. Malgré les mauvais résultats qu'il a obtenu avec Monaco lors de sa dernière saison sur la Côte d’Azur, Bill Sweek signe au CSP Limoges. Sweek est le stratège du CSP pendant un très court laps de temps. Il est limogé au bout de 9 journées.

## Palmarès en tant que joueur
- 1966-1967 : remporte le championnat NCAA de basket-ball avec UCLA Bruins.
- 1967-1968 : remporte le championnat NCAA de basket-ball avec UCLA Bruins.
- 1968-1969 : remporte le championnat NCAA de basket-ball avec UCLA Bruins.

## Palmarès en tant qu'entraîneur
- 1976-1977 : remporte le championnat de France féminin avec Clermont.
- 1977-1978 : remporte le championnat de France N1 avec Le Mans.
- 1978-1979 : remporte le championnat de France N1 avec Le Mans.